# 팔레 데 콩그레 드 몽레알
팔레 데 콩그레 드 몽레알(프랑스어: Palais des congrès de Montréal)은 캐나다 몬트리올에 있는 컨벤션 센터이다. 몬트리올 컨벤션 센터(Montreal Convention Centre)로도 불린다. 1977년 착공하여 1983년 완공하였으며 같은해 5월 21일 개장했다. 플라스다름역과 지하를 통해 연결되어 있다.